# Tegorhynchus pectinarius
Tegorhynchus pectinarius is een soort in de taxonomische indeling van de Acanthocephala (haakwormen). De worm wordt meestal 1 tot 2 cm lang. Ze komen algemeen voor in het maag-darmstelsel van ongewervelden, vissen, amfibieën, vogels en zoogdieren.
De haakworm komt uit het geslacht Tegorhynchus en behoort tot de familie Illiosentidae. Tegorhynchus pectinarius werd in 1940 beschreven door Harley Jones Van Cleave.